# Juniel
Choi Seo-ah (em coreano: 최서아; nascida Choi Jun-hee no dia 3 de setembro de 1993), conhecida por seu nome artístico Juniel (em coreano: 주니엘), é uma sul-coreana cantora e compositora. Ela começou sua carreira no Japão antes finalmente estrear na Coreia do Sul. Ela primeiramente era conhecida como 'Junie', mas eventualmente mudou seu nome artístico par 'Juniel' que derivou da combinação seu nome, 'Junie', e L para 'love'(amor). Ela também foi membro da dupla Romantic J com Lee Jong-hyun sob a antiga gravadora FNC Entertainment. Em 2016, Juniel anunciou em suas redes sociais que estava mudando legalmente seu nome 최준희 (Choi Jun-hee) para 최서아 (Choi Seo-ah).

## Biografia

### 1993–2010: Início da vida e começo de carreira
Choi Jun-hee nasceu no dia 3 de setembro de 1993, na Coreia do Sul. Ainda criança, ela começou a cantar e dançar, tendo a popular cantora BoA como sua inspiração. Ela começou a tocar violão no seu terceiro ano no ensino médio. Ela escreveu sua primeira canção, "Boy", quando ela tinha dezesseis anos, que foi mais tarde incluída no seu primeiro EP japonês. Enquanto estudava no Japão, ela venceu o programa de audições japonês Niji Iro Supernova, derrotando muitos outros cantores e compositores de todo o país. Juniel começou seu treinamento coreano a Good Entertainment, mesma agência que já gerenciou celebridades como G.NA, Yubin e Uee. Ela, mais tarde, participou de audições para a FNC Entertainment, e se tornou uma trainee no mesmo dia que Jung Yong-hwa do CNBLUE.

### 2011:Ready Go,Dream and Hope, e mudança de gravadora
Juniel teve seu debut oficial no dia 29 de abril de 2011, lançando seu primeiro EP japonês intitulado Ready Go. Ela abriu o show Good For You de Oh Won-bin, que foi realizado na Akasaka Blitz no dia 26 de junho de 2011. Mais tarde, Juniel foi a abertura da Messenger tour do F.T. Island, se apresentando no seu concerto no Zepp Tokyo no dia 6 de julho 2011.
O segundo EP de Juniel, Dream & Hope, foi lançado no dia 12 de julho de 2011. A quarta canção do álbum, "Kamen" (仮面; "Máscara"), foi inspirada no musical Dr. Jekyll and Mr. Hyde. Em novembro, Juniel passou por uma troca de gravadora para a Warner Music Japan e teve um maior debut com o single "Forever". A canção foi escrita para dar apoio àqueles que sofreram com o sismo e tsunami de Tohoku em 2011 e foi lançada no dia 2 de novembro de 2011. Mais tarde, "Forever" foi selecionado como recomendação mensal por loja de CD no Japão, e foi usada como música tema final para Gamers Yoasobi Sanshimai. "Travel", um lado B do single, também foi usada para um comercial televisivo. Juniel foi selecionada como abertura do Lawson Presents Music For All All For One Supported by Skapa! que foi realizado no Yoyogi National Gymnasium no dia 24 de dezembro de 2011.

### 2012:My First June,1&1e debut sul-coreano
Juniel laçou seu segundo single japonês, "Sakura: Todokanu Omoi" (さくら～とどかぬ想い～), no dia 15 de fevereiro de 2012. A canção foi usada como tema final para vários programas televisivos, como Music B.B., Music Focus e King Kong no Arukoto Naikoto. Ela apareceu no programa de documentário da MBC, K-Pop Star Captivates the World, no dia 22 de abril de 2012, onde sua faixa hype, "Fool" (feat. Jung Yong-hwa (CNBLUE)), foi lançada.
Seu single de debut coreano, "Illa Illa", foi lançado no dia 7 de junho de 2012. Ela lançou seu primeiro EP My First June e realizou seu showcase de debut no mesmo dia. Suas canções auto-compostas, que foram lançadas anteriormente no Japão, também foram incluídas no lançamento.  "Illa Illa" foi mais tarde escolhida como música tema para a personagem Im Mae-ari, interpretada por Yoon Ji-ni, no popular drama coreano A Gentleman's Dignity. Juniel fez uma aparição especial no drama como uma artista de rua em Hongdae. Em agosto de 2012, ela foi escolhida para endossar a sub-marca da Bean Pole, Bike Repair Shop, junto da banda indie Busker Busker.
O segundo EP da Juniel, 1&1, foi lançado no dia 20 de novembro de 2012. 1&1 ficou na quarta posição das paradas dos álbuns da semana da Gaon, e número vinte e dois nas paradas mensais, vendendo um total de 3,097 cópias. O vídeo musical para o single principal, "Bad Man", foi lançado no mesmo dia, alcançou a quarta posição nas paradas de ambos Gaon e  Billboard Korea K-Pop Hot 100. Outras canções incluídas no álbum são os remakes coreanos de "Boy", "Oh Happy Day", "Cat Day" e uma nova canção co-composta pela Juniel, intitulada "Happy Ending".

### 2013:Juni,Fall in L,DOKKUN PROJECTeRomantic J
Juniel recebeu o Rookie Award no 27º Golden Disk Awards no dia 15 de janeiro de 2013, em Kuala Lumpur, Malásia, e foi convidada a se apresentar no festival da Midem, Happy Hour Business Party, em Cannes, França, no dia 27 de janeiro de 2013. Ela lançou seu álbum de estúdio japonês de debut Juni no dia 6 de Março de 2013, que consiste de onze canções auto-compostas e uma versão japonesa do dueto "Fool" com Jung Yong-hwa do CNBLUE.
Um mês depois, foi lançado seu terceiro EP, intitulado Fall in L no dia 25 de abril d 2013. O EP é composto de quatro canções: a faixa principal "Pretty Boy" (귀여운 남자), "Date" (데이트), "Sleep Talking" (잠꼬대) e "My Lips". No mesmo dia de seu lançamento, "Pretty Boy" liderou várias paradas musicais coreanas em tempo real. No dia 2 de maio de 2013, Juniel foi apontada como embaixadora honorária para adolescentes no Teenage Family Month Ceremony de 2013.
No dia 18 de julho, Juniel lançou um single digital intitulado "Love You More Than Ever", com participáção de Hanhae do PHANTOM como parte do projeto 'DOKKUN PROJECT' do produtor Kim Do Hoon. A canção imediatamente liderou as paradas musicais coreanas on-line como Bugs, Soribada & Naver Music após seu lançamento.
No dia 9 de dezembro, Juniel e Lee Jong-hyun formaram um dueto e lançaram um álbum digital especial de inverno chamado 'Romantic J' com a canção intitulada "Love Falls". A canção foi inspirada no filme Music and Lyrics, onde Lee Jong-hyun é o compositor musical e Juniel como letrista.

### 2014-2015:I Think I'm in Lovee colaboração
FNC Entertainment confirmou o comeback de Juniel, no dia 29 de setembro com sua faixa título I Think I'm in Love. Havia sido mais de u ano e cinco meses desde seu último comeback com "Pretty Boy".
Em abril de 2015, Juniel colaborou com Niel do Teen Top para o lançamento de um dueto chamado "Spring Love". Niel & Juniel tiveram seu debut stage no M Countdown da Mnet no dia 16 de abril de 2015.
No dia 21 de agosto, Juniel fez um comeback com seu segundo single digital "Sorry" no Music Bank.

### 2016: Mudança de gravadora
No dia 20 de janeiro de 2016, FNC Entertainment anunciou que Juniel não continuaria seu contrato. A agência declarou que "o contrato de Juniel expira no final do mês. Ambas as pastes discutiram se deveriam renovar o contrato ou não, e de acordo com a intenção da própria Juniel, nós decidimos não renovar o contrato." No dia 22 de fevereiro, um representante da C9 Entertainment disse que eles recentemente haviam assinado um contrato com Juniel. C9 Entertainment agência Younha, o grupo feminino Good Day, Bae Jinyoung do Wanna One e Cheetah.
Em 2020, ela formou a dupla Poetic Narrator com o músico/produtor Doko, e anunciou que passaria a usar seu nome, Seo Ah. Eles lançaram seu primeiro mini álbum no dia 23 de janeiro.

## Discografia
| Álbuns de estúdio - Juni (2013) EPs - Ready Go (2011) - Dream & Hope (2011) Singles - "Forever" (2011) - "Sakura: Todokanu Omoi" (さくら～とどかぬ想い～) (2012) | EPs - My First June (2012) - 1&1 (2012) - Fall in L (2013) - Ordinary Things (2017) Singles digitais - "Fool" (2012) (com Jung Yong-hwa de CNBLUE) - "Illa Illa" (2012) - "Bad Man" (2012) - "Pretty Boy" (2013) - "Love Falls" (2013) - "Love You More Than Ever" (2013) (feat. Han-hae de Phantom) - "Love Falls" (2013) (com Lee Jong-hyun de CNBLUE) - "The Next Day" (2014) - "I Think I'm In Love" (2014) - "Sorry" (2015) - "Pisces" (2016) - "Last Carnival" (2017) - "I Drink Alone" (2017) |

## Prêmios
| Ano  | Prêmios                               | Categoria                      | Resultado |
| ---- | ------------------------------------- | ------------------------------ | --------- |
| 2012 | Cyworld Digital Music Awards          | Rookie do Mês (Junho) ("Fool") | Venceu    |
| 2012 | 14th Mnet Asian Music Awards          | Artista do Ano                 | Indicado  |
| 2012 | 14th Mnet Asian Music Awards          | Melhor Nova Artista Feminina   | Indicado  |
| 2012 | 19th Korean Entertainment Arts Awards | Rookie Singer Award            | Venceu    |
| 2012 | 2012 Melon Music Awards               | Rookie Award                   | Indicado  |
| 2012 | 2012 Melon Music Awards               | TStore Best Song Award         | Indicado  |
| 2012 | 2012 Seoul Music Awards               | Prêmio de Melhor Estreante     | Indicado  |
| 2012 | 2012 Seoul Music Awards               | Prêmio de Popularidade         | Indicado  |
| 2012 | The 27th Golden Disk Awards           | Digital Music Award            | Indicado  |
| 2012 | The 27th Golden Disk Awards           | Prêmio de Popularidade         | Indicado  |
| 2012 | The 27th Golden Disk Awards           | New Rising Star Award          | Venceu    |

## Filmografia

### Dramas
| Ano  | Título                | Papel          | Notas                         |
| ---- | --------------------- | -------------- | ----------------------------- |
| 2012 | A Gentleman's Dignity | Artista de rua | Episódio 13 Aparição especial |

### Reality show
| Ano       | Título             | Notas |
| --------- | ------------------ | ----- |
| 2013-2014 | Cheongdam-dong 111 |       |

## Endossos
- 2012: Bean Pole's Bike Repair Shop (com Busker Busker)[56]
- 2013: Sunny10 (com EXO)
- 2013: Elite (com Infinite)[57]
- 2014: Buckaroo Jeans (China)[carece de fontes?]

## Fã-clube
- Nome Oficial do Fã-clube:  Banila 바닐라.[58] Combinação de Bbanini (seu primeiro violão) e 'illa illa' (sua canção de estreia)
- Anunciado em:  26 de dezembro de 2012

## Equipamento
Juniel é frequentemente mostrada em vídeos tocando um Taylor 214ce acústico de 6 cordas, feito na Taylor's Tecate factory (México), no dia 7 de setembro de 2011. Foi o 110º violão feito na fábrica naquele dia.